# Egenhofen

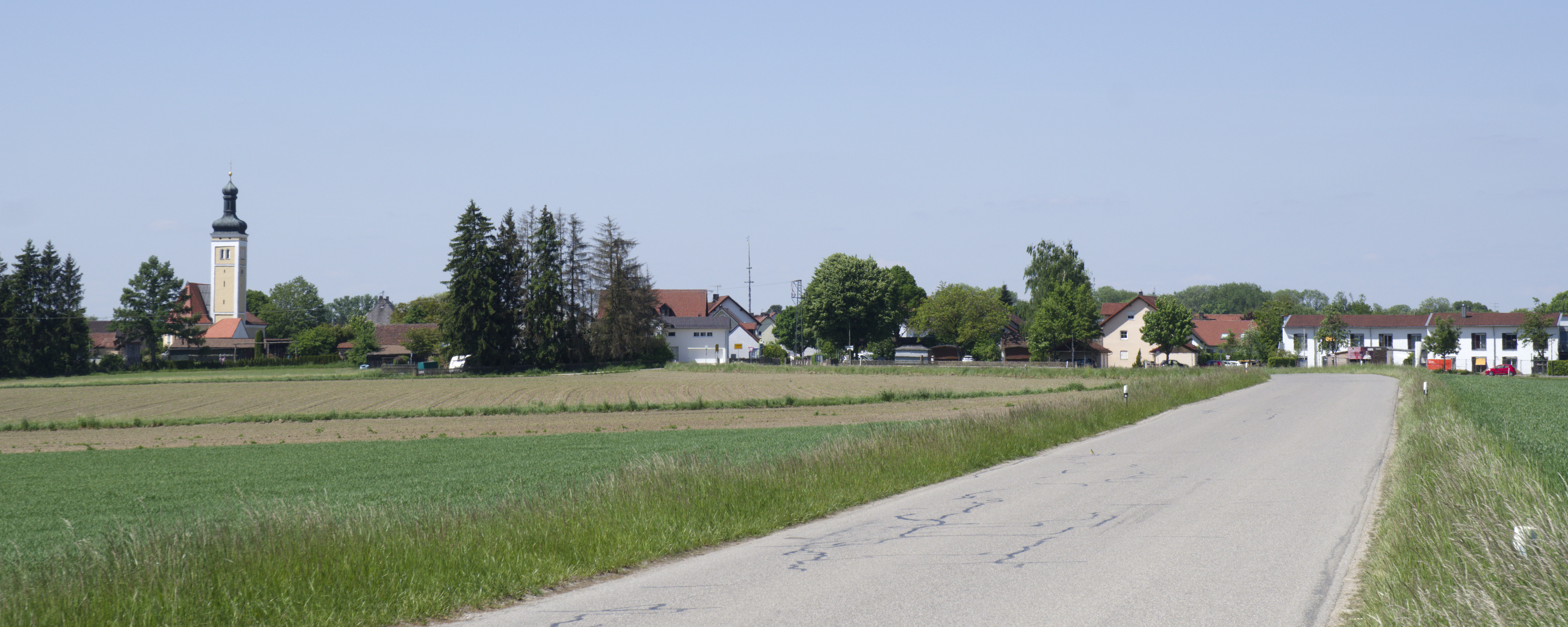
Östliche Ortsansicht von Egenhofen

Egenhofen ist eine Gemeinde im Norden des Landkreises Fürstenfeldbruck im Regierungsbezirk Oberbayern.

## Gemeindegliederung
Es gibt 24 Gemeindeteile:
- die Pfarrdörfer Aufkirchen und Egenhofen
- die Kirchdörfer Oberweikertshofen, Unterschweinbach, Waltenhofen und Wenigmünchen
- die Dörfer Dürabuch, Geisenhofen, Pischertshofen und Poigern
- die Weiler Dirlesried, Englertshofen, Eurastetten, Herrnzell, Rammertshofen, Waltershofen und Weyhern
- die Einöden Fuchsberg, Furthmühle, Holzmühl, Karlshof, Kumpfmühle, Osterholzen und Rottenfuß

## Eingemeindungen
Im Zuge der Gebietsreform in Bayern kam am 1. Juli 1972 Wenigmünchen zur damaligen Gemeinde Oberweikertshofen. 
Dirlesried, das am 1. Juli 1972 nach Odelzhausen eingemeindet worden war, wechselte am 1. Januar 1977 zur Gemeinde Egenhofen. Am 1. Mai 1978 wurden Aufkirchen, Oberweikertshofen und Unterschweinbach zur Gemeinde Egenhofen zusammengeschlossen.

### Einwohnerentwicklung
Zwischen 1988 und 2021 wuchs die Gemeinde von 2274 auf 3642 (18. März 2021) um 1368 auf 3642 Einwohner bzw. um 60 %.

## Politik

### Gemeinderat
| Jahr | CSU | BGE | BVA | WGE | NLE | Sonst. | gesamt | Wahlbeteiligung in % |
| ---- | --- | --- | --- | --- | --- | ------ | ------ | -------------------- |
| 2020 | 3   | 3   | 3   | 3   | 4   | -      | 16     | 68,05                |
| 2014 | 4   | 5   | 3   | 3   | -   | 1      | 16     | 63,9                 |
| 2008 | 4   | 7   | 2   | 3   | -   | -      | 16     | 65,6                 |
| 2002 | 5   | 5   | 3   | 3   | -   | -      | 16     | 69,0                 |

Anmerkungen:
- CSU: Christlich Soziale Union in Bayern e. V.
- BGE: Bürgervereinigung Gesamtgemeinde Egenhofen
- BVA: Bürgervereinigung Aufkirchen
- WGE: Wählergruppe Egenhofen
- Sonst.: ein Gemeinderat hat BGE verlassen
- NLE: Neue Liste Egenhofen

Das Rathaus und die Verwaltung befinden sich in Unterschweinbach.

### Bürgermeister
Seit 1. Mai 2020 ist Martin Obermeier (Neue Liste Egenhofen) Erster Bürgermeister.

### Wappen
| | Blasonierung: „Durch einen schrägen silbernen Wellenbalken, darauf eine schräge blaue Wellenleiste, geteilt; oben in Blau ein mit einem kurzen schwarzen Balken belegter halber silberner Flug, unten in Rot ein achtstrahliger goldener Stern.“ |
| Wappenbegründung: Der mit einer Schrägwellenleiste belegte Schrägwellenbalken verweist auf die Lage der erst 1978 aus den früher selbstständigen Gemeinden Aufkirchen, Unterschweinbach, Oberweikertshofen (seit 1972 mit Wenigmünchen) und Egenhofen gebildeten Gemeinde zwischen den Flüssen Maisach und Glonn. Der goldene Stern im roten Feld ist dem Wappen der Freiherren von Ruffin (Ruffini) entnommen, die die Hofmark Weyhern-Egenhofen von circa 1720 bis 1826 innehatten. Die Familie stiftete 1726 die Grabkapelle an der Nordseite der Pfarrkirche von Egenhofen. Der halbe, mit einem schwarzen Balken belegte Flug erinnert an die Grafen Hundt zu Lautterbach, die seit dem Spätmittelalter im heutigen Gemeindegebiet, vor allem in Wenigmünchen (Dorfgericht), begütert waren. Dieses Wappen wird seit 1980 geführt. | |

## Sehenswürdigkeiten

### Kalvarienberg Wenigmünchen

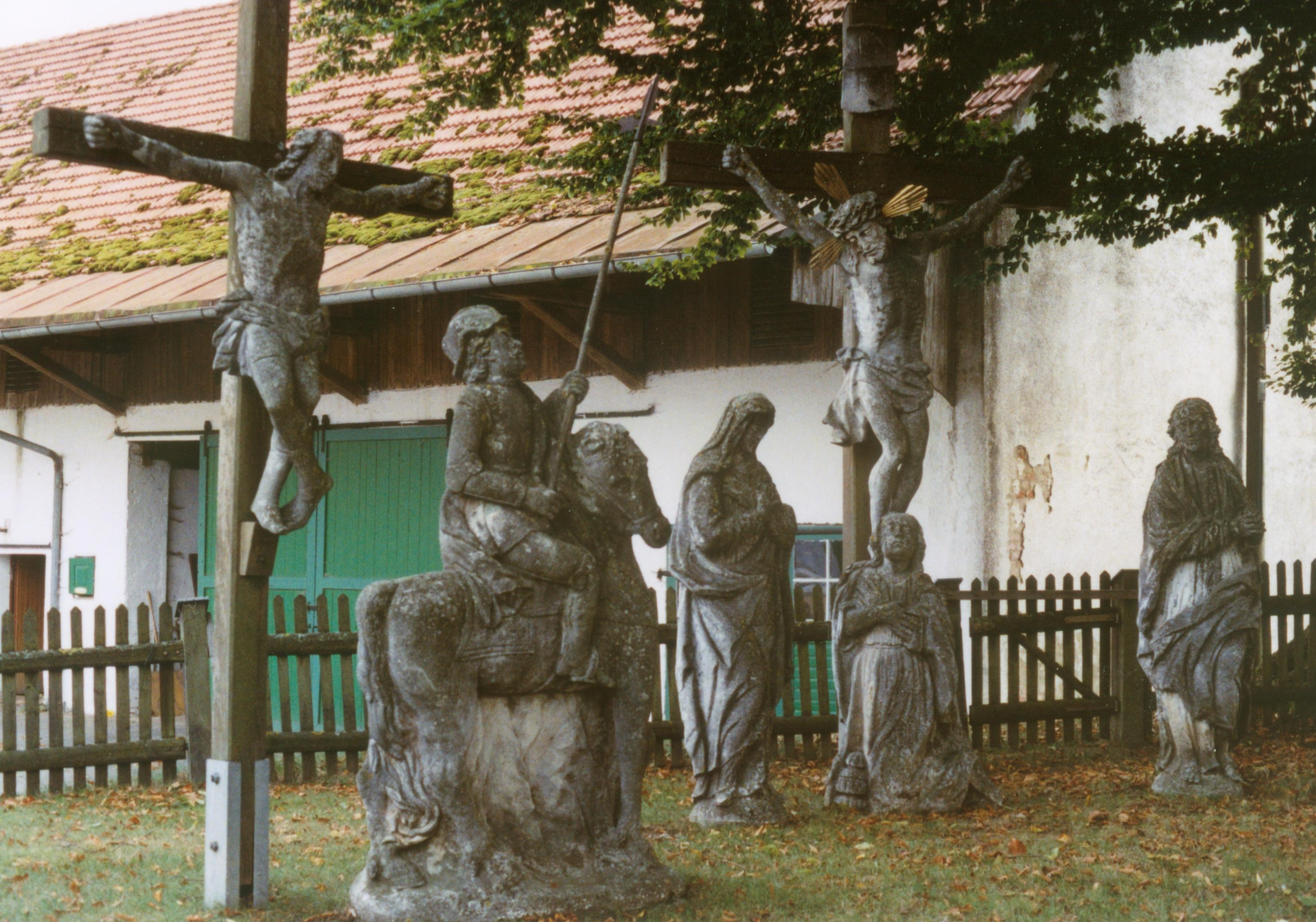
Kalvarienberg

In Wenigmünchen gibt es einen „Kalvarienberg“ mit Grablegungskapelle und „Kreuzweg“. Die Darstellungen wurden 1740 unter Leitung von Pfarrer Wenig (dessen Namensgleichheit mit dem Ort zufällig ist) geschaffen. Die Kreuzigungsgruppe zeigt Jesus am Kreuz, rechts und links von ihm die beiden Schächer. Unter dem Kreuz befinden sich Maria, Maria Magdalena und der Jünger Johannes. Die Reiterfigur stellt den römischen Legionär Longinus dar, der laut Legende dem toten Jesus den Speer in die Seite stieß. Die Statuen wurden allesamt aus Jurasandstein gefertigt.

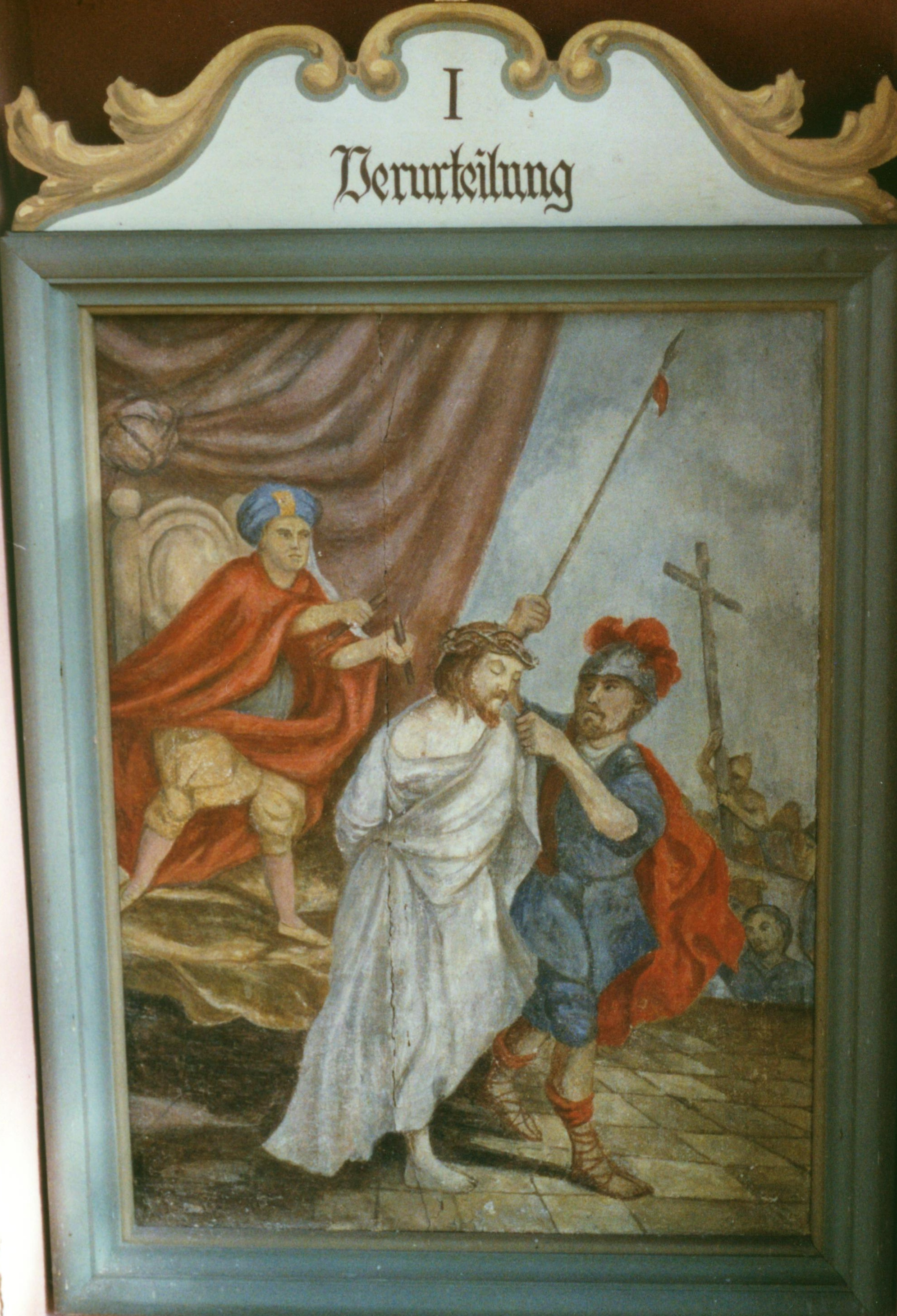
Erste Station des Kreuzwegs

Umgeben ist der Kalvarienberg von einem Kreuzweg mit 14 Stationen, dessen Abschluss er bildet. Die einzelnen Stationen wurden als gemauerte Bildstöcke gestaltet. Heute schützen hölzerne Fensterläden die auf Stein gemalten Bilder.

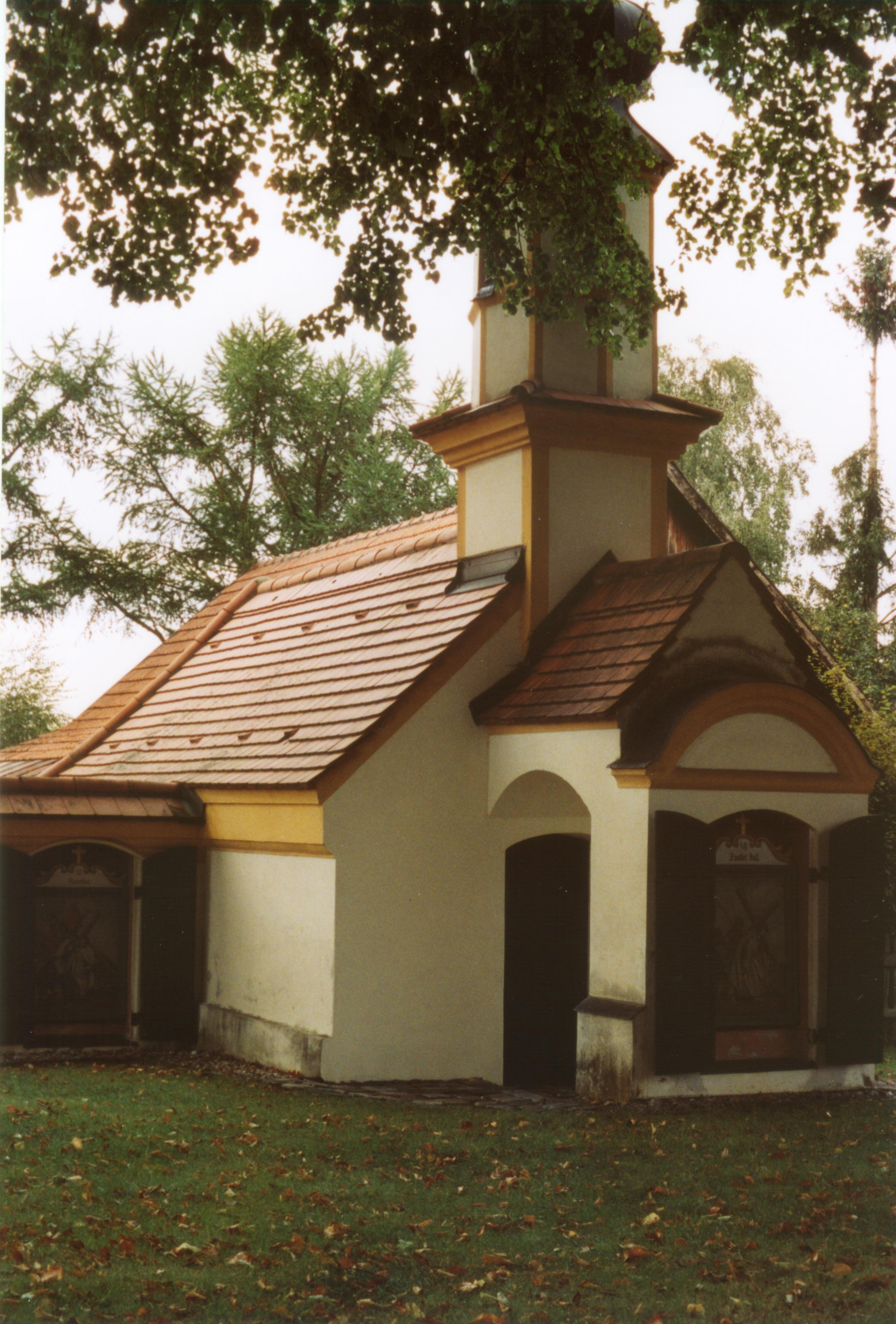
Grablegungskapelle

In der Mitte der bogenförmig angeordneten Kreuzwegstationen steht eine kleine Grablegungskapelle. Sie ist der heiligen Appolonia geweiht. Im Inneren finden sich eine geschnitzte Jesusfigur im Grab sowie mehrere historische Totenbretter.

### Furthmühle
Die Furthmühle wurde 1158 erstmals urkundlich erwähnt und 1827 unter der Regie des berühmten Architekten Jean Baptiste Métivier umgebaut und zum Teil erweitert. Das Technikdenkmal ist bis heute in Betrieb und kann besichtigt werden.

### Die steinernen Kreuze von Unterschweinbach
Auf Schloss Spielberg, in der Nähe von Unterschweinbach, soll vor Jahrhunderten ein adeliges Geschlecht gelebt haben, dessen Name nicht mehr erhalten ist. Drei edle und unerschrockene Ritter, die Brüder, Siegfried, Otto und Karlmann, regierten hier gemeinsam über die umliegenden Dörfer.
In dieser Zeit stand in Weyern die „Glonnburg“. In ihr soll das hübsche Burgfräulein Berta gelebt haben. Bald hatte sich Karlmann in sie verliebt und auch Berta hatte insgeheim ihr Herz an ihn verschenkt. Aber auch Siegfried interessierte sich für sie. Da er aber keine Zuneigung fand, verwandelte sich seine Liebe in Hass.
Eines Morgens lauerte er Berta auf ihrem Morgenritt auf, um sie zu entführen. Auf halbem Wege zwischen Poigern und Unterschweinbach stürzt er aus dem Dickicht heraus und entführte sie. Karlmann hörte die Hilferufe ihrer Dienerinnen und verfolgte sie. Zwischen Unterschweinbach und Aufkirchen holte er die beiden ein. Rasend vor Wut stürzte er sich auf seinen Bruder. Ein Kampf auf Leben und Tod entbrannte. Karlmann stürzte tödlich getroffen vom Pferd. Siegfried schleppte sich schwer verletzt noch zum Dorfplatz von Unterschweinbach. Dann sank auch er leblos zu Boden.
Als man Otto die Kunde vom Kampf seiner beiden Brüder überbrachte, fiel er tot vom Pferd. Gemeinsam wurden die drei Brüder auf Schloss Spielberg zu Grabe getragen.
Zur Erinnerung an diese tragische Tat ließen die Untertanen in Unterschweinbach drei steinerne Kreuze errichten, von denen zwei heute noch zu sehen sind. Von Berta berichtet die Sage, bald sei sie an Kummer gestorben. Eines Morgens fand man sie tot an dem Steinkreuz, das zu Karlmanns Ehren errichtet worden war.

## Wirtschaft und Infrastruktur

### Verkehr
Egenhofen ist mit einer Expressbuslinie, drei Regionalbuslinien des Münchner Verkehrs- und Tarifverbundes und einer Ruftaxilinie erschlossen. Das Gemeindegebiet liegt in den Tarifzonen 3 und 4.
| Linie | Linienverlauf                                                      | Verkehrsunternehmen |
| ----- | ------------------------------------------------------------------ | ------------------- |
| X732  | Pasing S R – Odelzhausen – Gaggers / Egenhofen / Dasing R          | Geldhauser          |
| 870   | Waltenhofen – Egenhofen – Rottbach – Überacker - Maisach S         | Geldhauser und RVO  |
| 871   | Maisach S – Aufkirchen – Egenhofen – Pfaffenhofen an der Glonn     | Geldhauser und RVO  |
| 874   | Maisach S – Malching S – Egenhofen, Dirlesried                     | Geldhauser und RVO  |
| 8700  | Fürstenfeldbruck / Maisach / Egenhofen / Pfaffenhofen an der Glonn | Geldhauser          |